# Jules Koundé
Jules Olivier Koundé (*12. listopadu 1998 Paříž) je francouzský profesionální fotbalista, který hraje na pozici středního obránce za španělský klub FC Barcelona a za francouzský národní tým.

## Klubová kariéra

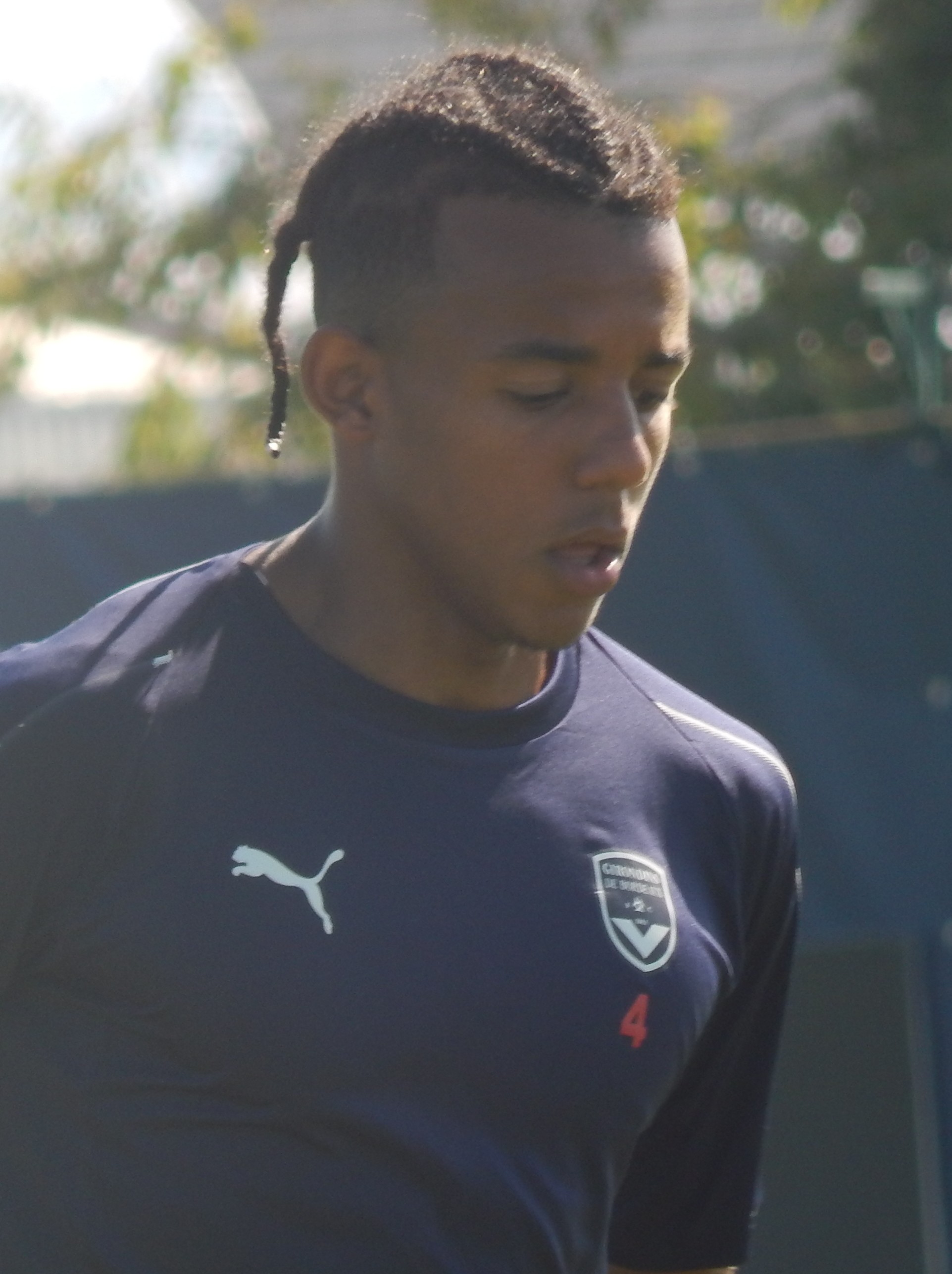
Koundé v dresu Bordeaux (2018)

### Bordeaux
Jules Koundé, který se dostal do akademie Girondins de Bordeaux v roce 2013, dovedl v roce 2017 jako kapitán klub k titulu ve francouzské lize do 19 let. V téže roce podepsal svoji první profesionální smlouvu, a to do roku 2021.
Koundé debutoval v A-týmu Bordeaux 7. ledna 2018 prohrou 2:1 po prodloužení proti US Granville v Coupe de France, kdy odehrál celých 120 minut utkání. Do prvního utkání v Ligue 1 nastoupil 13. ledna 2018 do zápasu proti Troyes. 10. února 2018 vstřelil Koundé první gól utkání Ligue 1 proti Amiens; byl to jeho první ligový gól v kariéře v a jeho první soutěžní gól v Bordeaux. Dne 28. listopadu 2018, v zápase základní skupiny Evropské ligy UEFA proti Slavii Praha, vstřelil Koundé v 90+5. minutě gól na konečných 2:0.
V sezóně 2018/19 se Koundé usadil v základní sestavě a francouzský klub s ním v lednu 2019 prodloužil kontrakt do června 2023.

### Sevilla

#### Sezóna 2019/20
Dne 3. července 2019 přestoupil do španělského klubu Sevilla FC. Poplatek za přestup vyplacený Bordeaux byl ve výši 25 milionů euro; Sevilla více za žádného fotbalistu nikdy neutratila. Koundé podepsal v Seville smlouvu do června 2024, její součástí byla výstupní klauzule nastavená na 65 milionů eur. Svého debutu v La Lize se dočkal hned v 1. kole nového ročníku, a to při výhře 2:0 nad Espanyolem. Nedlouho po svém příchodu do klubu se stal stabilním členem základní sestavy, když vytvořil stoperskou dvojici s Brazilcem Diegem Carlosem. Svůj první gól ve španělské nejvyšší soutěži vstřelil 23. února 2020, a to do sítě Getafe CF při výhře 3:0.
Koundé nastoupil také do 9 utkání v rámci Evropské ligy, odehrál 3 zápasy v základní skupině a následně všechny duely ve vyřazovací fázi soutěže. V osmifinále porazila Sevilla 2:0 AS Řím, ve čtvrtfinále anglický Wolverhampton 1:0, v semifinále si poradila s Manchesterem United po výsledku 2:1 a ve finále se střetla s italským Interem Milán. Zápas skončil vítězstvím španělského klubu 3:2, a Koundé tak vyhrál svoji první klubovou trofej.
Koundé na sebe upozornil hned ve své premiérové sezóně v Andalusii. O jeho služby projevilo zájem mnoho klubů, sledovaly ho Barcelona a Real Madrid, s konkrétní nabídkou přišel Manchester City, který údajně nabízel 55 milionů eur. Sevilla však nabídku zamítla.

#### Sezóna 2020/21
Koundé začal sezónu 2020/21 v základní sestavě, ze které jej vyřadilo až nakažení koronavirem a umístění do domácí karantény v listopadu 2020. Po vynechaní dvou ligových duelů se vrátil zpátky do stabilní základní jedenáctky klubu. 28. října debutoval Koundé v zápase Ligy mistrů, a to při výhře 1:0 nad Stade Rennais v základní skupině. Svůj první gól v milionářské soutěži vstřelil o téměř dva měsíce později proti stejnému soupeři při výhře 3:1. 10. února 2021 se střelecky prosadil do sítě Barcelony při výhře 2:0 v prvním zápase semifinále Copa del Rey. V odvetném zápase však Barcelona průběh dvojzápasu otočila, když vyhrála 3:0 po prodloužení.
V sezóně nastoupil do 49 soutěžních utkání, ve kterých vstřelil 4 branky a na další jeden gól přihrál.
V květnu 2021 Koundé připustil, že v létě může opustit španělskou Sevillu. "Zatím nic není rozhodnuto, ale je možné, že v létě klub změním. Mým cílem vždy bylo neustále se zlepšovat a snažit se dostat do těch nejlepších klubů a vyhrávat trofeje," citoval francouzského stopera deník Marca. V srpnu se se španělskou Sevillou dohodl na podmínkách přestupu anglický Tottenham, francouzský obránce ovšem o angažmá v londýnském klubu neměl zájem. V průběhu letního přestupového období se Koundé údajně domluvil na podmínkách smlouvy s jiným londýnským klubem, a to s Chelsea. Kluby se dohodly na odstupném padesát milionů eur a francouzský stoper měl v Londýně nahradit Kurta Zoumu, Blues ale jednání přerušili, důvodem byl fakt, že španělská strana začala požadovat vyšší odstupné.

#### Sezóna 2021/22
Koundé, který si v létě 2021 odbyl svůj reprezentační debut, i přes mnohé nápadníky nakonec zůstal v Seville i na sezónu 2021/22. Ve stoperské dvojici s Diegem Carlosem byli základním stavebním kamenem celé sestavy Sevilly, kterou vedl španělský trenér Julen Lopetegui. V utkání s Barcelonou v prosinci 2021 (1:1) se Koundé neovládl, v průběhu druhého poločasu vzal v zámezí do rukou míč a trefil s ním hlavu protihráče Jordiho Alby. Za své chování obdržel červenou kartu a musel vynechat jedno ligové střetnutí. V červnu 2021 se měl podrobit operaci s tříslem, s nímž laboroval již několik měsíců a měl absentovat zhruba do poloviny července.
Koundé v sezóně 2021/22 odehrál 44 soutěžních utkání, ve kterých vstřelil 3 branky a na další jeden gól přihrál.
Generální ředitel Sevilly José Mária Cruz v červnu 2022 řekl, že Koundé pravděpodobně Sevillu v létě opustí. "Je to o tom, že si chce zahrát za konkurenceschopnější klub, než jakým je Sevilla," dodal. Sevilla byla ochotna Koundého prodat, měla ale hodně vysoký finanční požadavek - za hráče by ráda vyinkasovala minimálně 65 milionů eur. V červenci 2022 se o Koundého služby přetahovala londýnská Chelsea a katalánská Barcelona. Blues nabídli padesát milionů eur a dalších pět milionů v bonusech, španělská strana to odmítla a požadovala více. Údajně úspěšnější byla Barcelona, která se měla 25. července dohodnout na podmínkách se samotným hráčem.
Koundé v srpnu 2022 neodcestoval na klubové soustředění do Lisabonu.

## Reprezentační kariéra
V roce 2018 byl Koundé díky svým výkonům v Bordeaux poprvé povolán do francouzského týmu do 20 let. Debutoval 21. března v přátelském utkání proti USA. 4. srpna 2020 debutoval i v reprezentaci do 21 let v zápase kvalifikace na Mistrovství Evropy 2021 proti Gruzii.
Trenérem Sylvainem Ripollem byl nominován na závěrečný turnaj Eura do 21 let 2021.
Do seniorské reprezentace byl poprvé povolán v červnu 2021. Svého reprezentačního debutu se dočkal 2. června při výhře 3:0 v přátelském utkání proti Walesu.
Koundé byl nominován i na závěrečný turnaj EURO 2020. Na turnaji naskočil do jediného utkání, a to do posledního zápasu základní skupiny proti Portugalsku (remíza 2:2).
V říjnu 2021 získal svoji první reprezentační trofej. Po výhře 2:1 nad Španělskem totiž Francouzi vyhráli třetí ročník Ligy národů.

## Statistiky
K 20. březnu 2021
| Klub     | Sezóna  | Liga    | Liga   | Liga | Národní pohár | Národní pohár | Ligový pohár | Ligový pohár | Evropský pohár | Evropský pohár | Ostatní | Ostatní | Celkem | Celkem |
| Klub     | Sezóna  | Liga    | Zápasy | Góly | Zápasy        | Góly          | Zápasy       | Góly         | Zápasy         | Góly           | Zápasy  | Góly    | Zápasy | Góly   |
| -------- | ------- | ------- | ------ | ---- | ------------- | ------------- | ------------ | ------------ | -------------- | -------------- | ------- | ------- | ------ | ------ |
| Bordeaux | 2017/18 | Ligue 1 | 18     | 2    | 1             | 0             | 0            | 0            | 0              | 0              | —       | —       | 19     | 2      |
| Bordeaux | 2018/19 | Ligue 1 | 37     | 0    | 1             | 0             | 3            | 0            | 10             | 2              | —       | —       | 51     | 2      |
| Bordeaux | Celkem  | Celkem  | 55     | 2    | 2             | 0             | 3            | 0            | 10             | 2              | —       | —       | 70     | 4      |
| Sevilla  | 2019/20 | La Liga | 29     | 1    | 2             | 1             | —            | —            | 9              | 0              | —       | —       | 40     | 2      |
| Sevilla  | 2020/21 | La Liga | 24     | 1    | 7             | 1             | —            | —            | 7              | 1              | 1       | 0       | 39     | 3      |
| Sevilla  | Celkem  | Celkem  | 53     | 2    | 9             | 2             | —            | —            | 16             | 1              | 1       | 0       | 79     | 5      |
| Celkem   | Celkem  | Celkem  | 108    | 4    | 11            | 2             | 3            | 0            | 26             | 3              | 1       | 0       | 149    | 9      |

## Ocenění

### Klubové
Sevilla
- Evropská liga UEFA: 2019/20[40]

### Individuální
- Sestava sezóny Evropské ligy UEFA – 2019/20[41]